# عبدالرسول حامدی
عبدالرسول حامدی (زاده ۱۳۱۳ - درگذشته ۱۳۶۴) فرزند میرزا محمدجواد، شاعر معاصر و از پیشگامان شعر نیمایی جنوب ایران است.
وی در شهر خورموج (مرکز شهرستان دشتی در استان بوشهر) در خانواده‌ای اهل علم و ادب متولد شد. تحصیلات ابتدایی خود را در زادگاه خود و دوره متوسطه را در دبیرستان سعادت بوشهر گذراند و به آموزگاری مشغول شد. سپس کارشناسی ادبیات فارسی را از دانشگاه اصفهان اخذ کرد. وی دبیر دبیرستانهای بوشهر، گناوه و برازجان بود. حامدی در اواخر عمر در برازجان سپری می‌کرد و در اول مرداد ماه ۱۳۶۴ بر اثر سکته قلبی درگذشت.
وی با منوچهر آتشی و محمدرضا نعمتی‌زاده دو نیماسرای بزرگ جنوب همکلاس بوده و به گفته منوچهر آتشی: «من و حامدی و نعمتی‌زاده در یک میز می‌نشستیم».
پدربزرگش میرزا محمود حامدی (متخلص به حامد) و پدرش میرزا محمدجواد حامدی هر دو از فعالان فرهنگی و شاعر بودند، پدرش سراینده شعر کلاخا یاد مهدو بزبان فارسی است که بدنبال آن علی مرادی آن شعر را بزبان محلی توسعه داده است. شایان حامدی دیگر شاعر نوسرای جنوب فرزند اوست. سید علی اکبر بهزادی دیگر شاعر جنوبی دایی اوست.

## زندگی ادبی
وی از نوجوانی از قریحه شعری برخوردار بود. او با بسیاری از نشریات ادبی کشور از جمله فردوسی و خوشه .. همکاری داشت و از دوستان هوشنگ گلشیری بود و با محمد حقوقی آشنایی نزدیک داشت. او اولین دفتر شعر خود را با نام «خار در گلدان» به شیوه نیمایی همراه با چند غزل در سال ۱۳۵۲ به چاپ رساند. «مظاهری از شعر امروز» کتاب چاپ نشده اوست.
وی در سرودن در بیان اندیشه با حفظ زیبایی کلام از تمثیل، تلمیح، تشبیه، کنایه و استعاره بهره جسته و بویژه با یادآوری داستانهای تاریخ و اسطوره‌ها جان تازه‌ای به سخنش می‌بخشد، نسبت به واقعیتهای زمان و ریشه تحولات تاریخی محیط پیرامونش شناخت دارد و مسائل عاطفی و ارزشهای انسانی در اشعارش تبلور می‌یابد.

## نمونه شعری
-
امسال بر جماعت موران می‌بخشم
ششدانگ گندمکارم را
افسانه‌ها را می‌زایند
این ابر
سنگ از شکاف دامن یکرنگش
می‌بارد
ای بهتر از عروسک کوکی
ای آهو
در طبع کودکان بازی دوست
بازیچه بهتر از نان است
اما اگر که حس بازی
باشد.
کلیشه
کلیشه
ای مرغ آب و خشکی
گاهی که شور شستن تن داری
رام تن شناگر تو
جوبارهای خون من است
آری.
مطلع یک غزل
شاخص درد منی از شب مردن مهراس
سایه بر سایه ای افکندم از من مهراس …